# دانشگاه فنی گرجستان
دانشگاه فنی گرجستان (انگلیسی: Georgian Technical University) اصلی‌ترین و بزرگ‌ترین دانشگاه فنی گرجستان می‌باشد که در پایتخت گرجستان، تفلیس واقع شده‌است.

## تاریخچه
دانشگاه فنی گرجستان در سال ۱۹۲۲ میلادی تحت عنوان دانشکده فنی دانشگاه دولتی تفلیس بنیانگذاری شد. نخستین سخنرانی نیز توسط استاد ریاضیدان گرجستانی، آندرئا رازمادزده قرائت شد.